# マッシモ・パーチ
マッシモ・パーチ（Massimo Paci, 1978年5月9日 - ）は、イタリア・ポルト・サン・ジョルジョ出身の元サッカー選手、現サッカー指導者。現役時代のポジションはDF（センターバック）。

## 経歴
1997-98シーズン、セリエBのアンコーナ・カルチョでプロデビュー。翌シーズンに名門ユヴェントスFCに移籍するも、出場機会はないままアンコーナへ戻ることに。その後、セリエC1のASヴィテルベーゼ・カストレンゼ、セリエBのテルナーナ・カルチョとステップアップし、2004-05シーズンにUSレッチェでセリエAデビューを果たした。
2005年夏にセリエAへ昇格するジェノアCFCに移籍したが、クラブが前シーズンの八百長疑惑でセリエC1への降格処分を受ける。代わって昇格となったアスコリ・カルチョへのレンタル移籍をし、セリエAでプレーをした。シーズン終了後、パルマFCへ完全移籍。同クラブでは途中セリエB降格のシーズンもあったが5年間在籍し、2011年夏にノヴァーラ・カルチョへ移籍した。しかしクラブはセリエB降格となり、在籍1年でACシエーナへ移籍した。2013年7月、ブレシア・カルチョへ移籍。
2014年7月、ACピサ1909へ移籍。

## 指導歴
2017-18シーズンより、SSDモンテジョルジョ・カルチョの指揮官として招聘された。